# Premi Prešeren
El premi Prešeren (en eslovè: Prešernova nagrada o Velika Prešernova nagrada), és el màxim premi en el camp de la creació artística, i en el passat també científica, a Eslovènia. L'atorga cada any el Prešernov sklad a dos eminents artistes eslovens, amb la condició que la seva obra s'hagi presentat al públic almenys dos anys abans. En general, es pot donar a un artista només una vegada, i també es pot donar a un grup d'artistes. Es fa la vigília del Dia de Prešeren, la festa cultural eslovena celebrada en l'aniversari de la mort de France Prešeren, el poeta nacional eslovè. En els darrers anys, els premis s'han atorgat cada cop més a la trajectòria de tota una vida.